# Mark Bryant
Mark Craig Bryant (Glen Ridge, 25 aprile 1965) è un ex cestista e allenatore di pallacanestro statunitense, professionista nella NBA.

## Carriera
È stato selezionato dai Portland Trail Blazers al primo giro del Draft NBA 1988 (21ª scelta assoluta).
Con gli Stati Uniti ha disputato le Universiadi di Zagabria 1987.

## Statistiche

### College
| Anno      | Squadra            | PG  | PT  | MP   | TC%  | 3P%  | TL%  | RP  | AP  | PRP | SP  | PP   |
| --------- | ------------------ | --- | --- | ---- | ---- | ---- | ---- | --- | --- | --- | --- | ---- |
| 1984-1985 | Seton Hall Pirates | 26  | 23  | 29,8 | 47,5 | -    | 64,9 | 6,8 | 0,6 | 0,3 | 0,8 | 12,2 |
| 1985-1986 | Seton Hall Pirates | 30  | 28  | 30,0 | 52,3 | -    | 67,8 | 7,5 | 0,5 | 0,6 | 1,0 | 14,0 |
| 1986-1987 | Seton Hall Pirates | 28  | 28  | 31,8 | 49,6 | 100  | 70,6 | 7,1 | 0,8 | 0,4 | 1,0 | 16,8 |
| 1987-1988 | Seton Hall Pirates | 34  | 30  | 32,5 | 56,4 | 50,0 | 74,8 | 9,1 | 0,9 | 1,1 | 0,9 | 20,5 |
| Carriera  | Carriera           | 118 | 109 | 31,1 | 52,1 | 66,7 | 70,5 | 7,7 | 0,7 | 0,6 | 0,9 | 16,2 |

### NBA

#### Regular Season
| Anno      | Squadra             | PG  | PT  | MP   | TC%  | 3P%  | TL%  | RP  | AP  | PRP | SP  | PP  |
| --------- | ------------------- | --- | --- | ---- | ---- | ---- | ---- | --- | --- | --- | --- | --- |
| 1988-1989 | Portland T. Blazers | 56  | 32  | 14,3 | 48,6 | -    | 58,0 | 3,2 | 0,6 | 0,4 | 0,1 | 5,0 |
| 1989-1990 | Portland T. Blazers | 58  | 0   | 9,7  | 45,8 | -    | 56,0 | 2,5 | 0,2 | 0,3 | 0,2 | 2,9 |
| 1990-1991 | Portland T. Blazers | 53  | 0   | 14,7 | 48,8 | 0,0  | 73,3 | 3,6 | 0,5 | 0,3 | 0,2 | 5,1 |
| 1991-1992 | Portland T. Blazers | 56  | 0   | 14,3 | 48,0 | 0,0  | 66,7 | 3,6 | 0,7 | 0,5 | 0,1 | 4,1 |
| 1992-1993 | Portland T. Blazers | 80  | 24  | 17,5 | 50,3 | 0,0  | 70,3 | 4,1 | 0,5 | 0,5 | 0,3 | 6,0 |
| 1993-1994 | Portland T. Blazers | 79  | 10  | 18,2 | 48,2 | 0,0  | 69,2 | 4,0 | 0,5 | 0,4 | 0,4 | 5,6 |
| 1994-1995 | Portland T. Blazers | 49  | 0   | 13,4 | 52,6 | 50,0 | 65,1 | 3,3 | 0,6 | 0,4 | 0,3 | 5,0 |
| 1995-1996 | Houston Rockets     | 71  | 9   | 22,4 | 54,3 | 0,0  | 71,8 | 4,9 | 0,7 | 0,4 | 0,3 | 8,6 |
| 1996-1997 | Phoenix Suns        | 41  | 18  | 24,8 | 55,3 | -    | 70,4 | 5,2 | 1,1 | 0,5 | 0,1 | 9,3 |
| 1997-1998 | Phoenix Suns        | 70  | 22  | 15,9 | 48,4 | 0,0  | 76,8 | 3,5 | 0,7 | 0,5 | 0,2 | 4,2 |
| 1998-1999 | Chicago Bulls       | 45  | 29  | 26,8 | 48,3 | 0,0  | 64,5 | 5,2 | 1,1 | 0,8 | 0,4 | 9,0 |
| 1999-2000 | Cleveland Cavaliers | 75  | 50  | 22,8 | 50,3 | -    | 80,9 | 4,7 | 0,8 | 0,4 | 0,4 | 5,7 |
| 2000-2001 | Dallas Mavericks    | 18  | 1   | 5,6  | 40,0 | -    | 60,0 | 1,2 | 0,2 | 0,1 | 0,1 | 1,1 |
| 2001-2002 | San Antonio Spurs   | 30  | 3   | 6,9  | 45,5 | -    | 75,0 | 1,5 | 0,3 | 0,2 | 0,1 | 1,9 |
| 2002-2003 | Philadelphia 76ers  | 11  | 0   | 7,0  | 29,4 | -    | 100  | 1,5 | 0,1 | 0,1 | 0,1 | 1,1 |
| 2002-2003 | Denver Nuggets      | 3   | 0   | 4,7  | 0,0  | -    | 50,0 | 0,7 | 0,7 | 0,0 | 0,0 | 0,3 |
| 2002-2003 | Boston Celtics      | 2   | 0   | 4,5  | 0,0  | -    | -    | 1,0 | 0,5 | 0,0 | 0,0 | 0,0 |
| Carriera  | Carriera            | 797 | 198 | 16,9 | 50,0 | 8,3  | 69,7 | 3,8 | 0,6 | 0,4 | 0,2 | 5,4 |

#### Playoffs
| Anno     | Squadra             | PG | PT | MP   | TC%  | 3P% | TL%  | RP  | AP  | PRP | SP  | PP   |
| -------- | ------------------- | -- | -- | ---- | ---- | --- | ---- | --- | --- | --- | --- | ---- |
| 1990     | Portland T. Blazers | 13 | 0  | 12,3 | 54,5 | -   | 75,0 | 2,2 | 0,2 | 0,2 | 0,2 | 3,2  |
| 1991     | Portland T. Blazers | 14 | 0  | 9,8  | 45,5 | -   | 87,5 | 2,3 | 0,1 | 0,1 | 0,1 | 2,4  |
| 1992     | Portland T. Blazers | 12 | 0  | 9,7  | 34,5 | -   | 75,0 | 2,4 | 0,1 | 0,3 | 0,0 | 1,9  |
| 1993     | Portland T. Blazers | 4  | 4  | 20,8 | 45,9 | -   | 100  | 4,5 | 0,0 | 0,0 | 0,8 | 9,8  |
| 1994     | Portland T. Blazers | 4  | 1  | 16,0 | 29,4 | 0,0 | -    | 3,0 | 0,5 | 0,5 | 0,5 | 2,5  |
| 1995     | Portland T. Blazers | 2  | 0  | 3,0  | 50,0 | -   | 0,0  | 1,0 | 0,0 | 0,0 | 0,0 | 1,0  |
| 1996     | Houston Rockets     | 8  | 0  | 18,1 | 60,0 | -   | 80,0 | 3,4 | 0,5 | 0,1 | 0,3 | 6,8  |
| 1997     | Phoenix Suns        | 4  | 0  | 9,0  | 40,0 | -   | 100  | 1,0 | 0,0 | 0,0 | 0,0 | 2,8  |
| 1998     | Phoenix Suns        | 4  | 1  | 23,3 | 50,0 | -   | 50,0 | 5,8 | 0,3 | 1,0 | 0,5 | 10,0 |
| 2001     | Dallas Mavericks    | 4  | 0  | 8,5  | 50,0 | -   | -    | 1,5 | 0,0 | 0,3 | 0,0 | 0,5  |
| 2002     | San Antonio Spurs   | 9  | 4  | 10,1 | 45,0 | -   | 50,0 | 1,3 | 0,1 | 0,1 | 0,2 | 2,3  |
| 2003     | Boston Celtics      | 1  | 0  | 2,0  | -    | -   | -    | 0,0 | 0,0 | 0,0 | 0,0 | 0,0  |
| Carriera | Carriera            | 79 | 10 | 12,2 | 46,9 | 0,0 | 73,2 | 2,5 | 0,2 | 0,2 | 0,2 | 3,5  |